# Mannheimer Schule
De term Mannheimer Schule (Mannheimer School) verwijst naar een kortstondige bloeiperiode - 1743-1778 - van de muziek in de Duitse stad Mannheim die van belang is voor de muziekgeschiedenis.
Keurvorst Karel Theodoor, die vanaf 1743 in Mannheim resideerde, was een uitgesproken muziekliefhebber, en bevorderde de beoefening van die kunst aan zijn hof. Vooral het hoforkest had zijn aandacht. Vele vooraanstaande musici en componisten werden aangetrokken, veelal uit Bohemen afkomstig. De spil van de groep was Johann Stamitz (1717-1757). Andere bekende namen waren: 
- František Xaver Richter (1709-1789)
- Ignaz Holzbauer (1711-1783)
- Anton Fils (1733-1760)
- Christian Cannabich (1731-1798)
- Carl Stamitz (1745-1801)

Al gauw gold het orkest als het beste in Europa. 
Er ontwikkelde zich in Mannheim een eigen muziekstijl, op de snede tussen barok en klassiek, die zich snel over heel Europa verbreidde. Deze stijl was de voorloper van het Weense classicisme, en oefende invloed uit op Haydn, Mozart en Johann Christian Bach. 
Belangrijke verworvenheden van de Mannheimer Schule waren de onafhankelijker behandeling van de houtblazers, de introductie van de klarinet in het orkest, de uitwerking van de sonatevorm in de symfonie, de eenheid in streekvoering, en de gelijkmatige overgangen in dynamiek in het orkest (voordien was men gewend abrupte overgangen tussen piano en forte te maken). Typische stijlkenmerken zijn verder de zogenaamde Mannheimer Rakete, een plotseling crescendo, en de Mannheimer Seufzer.
Mozart verbleef in 1777/1778 in Mannheim, waar hij tevergeefs probeerde een vaste aanstelling te krijgen. Hij ontmoette er zijn latere vrouw Constanze.
In 1778 verplaatste de keurvorst zijn residentie naar München, waarmee er een einde kwam aan de korte maar belangrijke bloeiperiode in Mannheim.